# کلوپ مادام
کلوپ مادام (به آلمانی: Madam Strip Club) ، در سال ۱۹۶۷ در خیابان لیدرراستراخش محله اولدتاون ، مونیخ  ، آلمان بازگشایی شد و در سال ۲۰۱۲ پس از بازسازی دوباره فعالیت خود را آغاز کرد . موریتز یکی از سازندگان کلوپ برهنگی مادام به خبرگزاری بیلد "هدف کلوپ  را ایجاد فضای شاد و صمیمی توسط رقصندگان برهنه کلوپ اعلام کرد " . میخانه کوکتل نیز بخشی کلوپ برهنگی مادام است . رابرترز شریک موریتز نیز اعلام داشته "این کلوپ تنها یک منطقه سرخ نیست بلکه زنان خانه‌دار هم می‌توانند به کلوپ سر بزنند و زیباترین شب زندگی خود را در آن بگذرانند ."